# 후렐바타링 쳉드아요시
후렐바타링 쳉드아요시(몽골어: Хүрэлбаатарын Цэнд-Аюуш, 1990년 2월 22일 ~ )는 브레라 일치에서 미드필더로 활약 중인 몽골의 축구 선수로 몽골 축구 대표팀의 주장을 맡고 있으며 몽골 대표팀 내 국제 A매치 최다 출전 기록 보유자이다.

## 구단 경력
2006년 코롬콘 FC에 입단한 뒤 2017년까지 팀의 주축 미드필더로 활동하며 2006년 리그 준우승, 2006년 MFF컵 준우승, 2007년 리그 3위, 2008년 리그 준우승, 2011년 리그 4위, 2012년 리그 준우승, 2012년 보르지오컵 우승, 2013년 보르지오컵 준우승, 2014년 리그 우승, 2014년 몽골 슈퍼컵 준우승에 기여했다.
그 후 2015년부터 2016년까지 울란바토르 오나가노드 FC 소속으로 뛰었으며 2017년에 다시 코롬콘으로 돌아와 1시즌 동안 활동했다. 2018년에 데렌 FC로 이적하여 2020년까지 활동했다.

## 국가대표팀 경력
2007년 10월 21일 북한과의 2010년 FIFA 월드컵 아시아 지역 1차 예선 1차전 홈 경기에서 국제 A매치 데뷔전을 가진 뒤 2011년 6월 29일에 열린 미얀마와의 2014년 FIFA 월드컵 아시아 지역 1차 예선 1차전에서 A매치 데뷔골을 기록하며 몽골 축구 역사상 월드컵 아시아 지역 예선 첫 승에 기여했다.
이후 2014년 AFC 챌린지컵 예선, 2015년 EAFF 동아시안컵 예선, 2018년 FIFA 월드컵 아시아 지역 1차 예선, 2019년 EAFF E-1 풋볼 챔피언십 예선, 2022년 FIFA 월드컵 아시아 지역 1차 예선 등 수많은 국제 대회에 출전했고 특히 브루나이와의 2022년 FIFA 월드컵 아시아 지역 1차 예선 1차전에 선발로 출전하여 팀의 2-1 승리와 함께 몽골 축구 역사상 첫 월드컵 아시아 지역 2차 예선 진출에 기여했다.
그리고 2022년 FIFA 월드컵 아시아 지역 2차 예선에서도 몽골 대표팀의 주장으로 8경기에 모두 선발로 출전하며 2023년 AFC 아시안컵 최종 예선 진출을 이끌었고 자국에서 열린 2023년 AFC 아시안컵 최종 예선 B조 3경기에도 모두 출전하여 몽골의 19년만의 아시안컵 예선 승리에 기여했다.